# Визит Де Голля в Москву (1944)
Визит де Голля в Москву состоялся со 2 по 10 декабря 1944 года, когда Шарль Де Голль прибыл в Москву через Баку.
В последний день этого визита в Кремле И. В. Сталин и де Голль подписали договор о «союзе и военной помощи». Значение этого акта было, прежде всего, в возвращении Франции статуса великой державы и признании её в числе государств-победителей.